# Charles Dowding
Charles Dowding ist ein englischer Geograph, Gärtner und Buchautor. Als preisgekrönter Bio-Gärtner, der die "No-Dig-Methode" (Gärtnern ohne Umgraben) entwickelte, schrieb er Bücher und gibt Vorträge und Kurse und ermutigt Gärtner sich den örtlichen Bodenbedingungen und Kulturen anzupassen.

## Leben
Er wuchs auf einer Farm in Somerset auf. Nachdem er 1980 an der Universität Cambridge seinen Abschluss in Geographie machte, zog es ihn zurück aufs Land, wo er sich in den 1980er-Jahren zu einem erfolgreichen Pionier des biologischen Gemüsegärtnerns entwickelte.
Doch mit seiner Verwandlung hin zu einem Geschäftsmann war er unglücklich. Daher verpachtete Dowding 1991 seinen stetig wachsenden Garten und verließ England.
Er lebte kurzzeitig in Afrika und gründete eine Gärtnerei in der tiefsten Provinz von Sambia. Anschließend lebte er fünf Jahre auf einem Gehöft in Frankreich in der Gascogne, ehe er wieder nach Somerset zurückkehrte und sich 2012 schließlich auf „Homeacres“ niederließ. Dort wandte er sich wieder dem Gemüsegärtnern zu, schrieb zahlreiche Artikel für Fachmagazine und hält nun Seminare und Kurse dazu. 2007 und 2008 veröffentlichte er außerdem zwei sehr erfolgreiche Bücher über das Gemüsegärtnern.
Zu seinen bekanntesten Praktiken zählt der sogenannte „No Dig Garden“, eine Methode, den Garten ohne Umgraben anzulegen. Durch das Nicht-Umgraben verbessert sich die Gesundheit des Bodens, was sich positiv auf bodenbewohnenden Mikroorganismen und die Qualität der Ernte auswirkt. Seine Bücher wurden in mehreren Sprachen übersetzt und erfahren wiederholt Neuauflagen. Im Mai 2017 veröffentlichte Dowding gemeinsam mit Stephanie Hafferty das Buch „No Dig Organic Home & Garden: Grow, Cook, Use & Store Your Harvest“, welches den Garden Media Guild (UK) Practical Book of the Year Award 2017 erhielt.